# Дядя Ваня (фільм, 1957)
Дядя Ваня (англ. Uncle Vanya) ― екранізація п'єси «Дядя Ваня» російського письменника Антона Павловича Чехова 1957 року. Режисери ― Франшо Тоун та Джон Гьотц, продюсери ― Франшо Тоун та Маріон Парсоне.
Франшо Тоун брав участь у режисурі фільму одночасно з постановкою ним тієї ж п'єси Чехова на офф-Бродвеї ; також він знявся у цьому фільмі у ролі лікаря Астрова. Майже всі актори, які взяли участь у сценічній постановці п'єси в Нью-Йорку, грали у фільмі свої ролі, за винятком дружини Тоуна — Долорес Дорн-Гефт, яка знялася у фільмі в ролі Олени Андріївни, виступивши замість Сігне Гассо, яка грала ту ж роль на сцені, але не змогла взяти участь у зйомках фільму. У головній ролі — Джордж Восковець.
Діалоги оригінальною мовою фільму засновані на перекладі Старка Янга. Тривалість фільму становить 98 хвилин. У червні 2010 року фільм був офіційно випущений на DVD.
Франшо Тоун поставив п'єсу «Дядько Ваня» на офф-Бродвеї у 1956 році. Тоді ж до нього прийшла ідея зняти фільм, де можна було б використати більшу кількість декорацій. Зйомки зайняли понад 24 дні.